# Claudio Rivero
Claudio Rivero, vollständiger Name Claudio Domingo Rivero Rodríguez, (* 14. April 1985 in Montevideo) ist ein uruguayischer ehemaliger Fußballspieler.

## Karriere
Der 1,82 Meter große Mittelfeldakteur Rivero spielte seit 2005 für Centro Atlético Fénix. In der Saison 2009/10 absolvierte er bei den Montevideanern 29 Erstligaspiele (kein Tor). Sodann wechselte er nach Israel zu Hapoel Ramat Gan. Von seinem ersten Einsatz am 28. August 2010 bis zu seinem letzten Spiel am 13. November 2010 bestritt er insgesamt neun Begegnungen (kein Tor) in der Ligat ha’Al. Zum Jahresanfang 2011 kehrte er zu Fénix zurück und lief in der Clausura 2011 in 13 Partien der Primera División auf. Ein Torerfolg gelang ihm dabei ebenso wenig wie bei seinen 14 Erstligaeinsätzen in der Apertura 2011 und den zwei absolvierten Begegnungen in der Copa Sudamericana 2011. In den ersten Januartagen 2012 wurde Rivero an den chilenischen Klub CD Antofagasta ausgeliehen. Dort wurde er in 28 Spielen der Primera División und viermal in der Copa Chile eingesetzt. Einen Treffer erzielte er auch bei dieser Karrierestation nicht. Seit Anfang 2013 stand er dann wieder in Reihen von Fénix. 13 Erstligaeinsätze in der Clausura 2013 weist die Statistik bei diesem erneuten Engagement bei den Montevideanern für ihn aus. Ende Juli 2013 führte sein weiterer Karriereweg nach Europa. Panionios Athen war nun sein Arbeitgeber. Bei den Griechen kam er jedoch nur zu zwei Ligakurzeinsätzen (kein Tor) und lief einmal im nationalen Pokalwettbewerb auf. Ab Jahresbeginn 2014 setzte er seine Karriere in Peru beim Club Sportivo Cienciano fort. Bis Jahresende absolvierte er 26 Partien in der Primera División und schoss ein Tor. Zudem kam er zwölfmal (ein Tor) in der Copa Inca zum Einsatz. In der ersten Jahreshälfte 2015 stand er bei Deportivo Quito unter Vertrag. Er bestritt bei den Ecuadorianern 17 Spiele (ein Tor) in der Primera A. Im Juni 2015 schloss er sich dem kolumbianischen Klub Deportivo Pasto an. Nach fünf Erstligaeinsätzen und einer Partie in der Copa Colombia wechselte er Mitte Januar 2016 erneut zu Fénix. In der Clausura 2016 wurde er bei den Montevideanern zehnmal (kein Tor) in der Primera División eingesetzt. Im Juli 2016 schloss er sich Fénix' Ligakonkurrenten Defensor Sporting an, für den er in der Saison 2016 in elf Erstligaspielen (kein Tor) auflief. Während der laufenden Spielzeit 2017 kam er bislang (Stand: 9. Februar 2017) einmal (kein Tor) in der Liga zum Einsatz. 2019 verließ er den Verein, spielte noch für jeweils kurze Zeit in Ekuador und bei CA Rentistas und beendete nach einem Engagement in der dritten Liga Uruguays seine Laufbahn.